# Kursa’a
Kursa’a (arab. كرسعة) – wieś w Syrii, w muhafazie Idlib. W 2004 roku liczyła 969 mieszkańców.